# دتوماسو

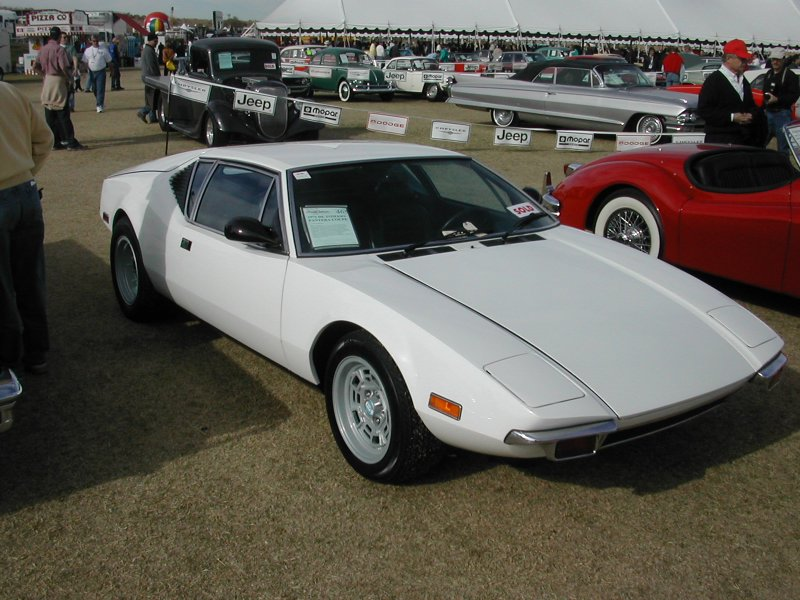
دتوماسو پانترا

دتوماسو یک شرکت خودروسازی ایتالیایی است که توسط آلجاندرو ده دتوماسوی آرژانتینی و در سال ۱۹۵۹ در شهر مودنا تأسیس شده‌است.